# Ettore Fieramosca (film, 1909)
 (juillet 2025).
Pour les articles homonymes, voir Ettore Fieramosca (homonymie).
Pour plus de détails, voir Fiche technique et Distribution.
Ettore Fieramosca est un film italien réalisé en 1909 par Ernesto Maria Pasquali. 
Ce film muet en noir et blanc, réputé perdu à ce jour, s'inspire d'un roman historique de Massimo d'Azeglio intitulé Ettore Fieramosca o La disfida di Barletta, publié en 1833. 200 acteurs et 40 chevaux participèrent au tournage du film.

## Synopsis
Le défi de Barletta, un tournoi de chevalerie qui opposa au début du XVIe siècle près de Trani en Italie, 13 chevaliers français à autant de chevaliers italiens commandés par le condottiere Ettore Fieramosca.

## Fiche technique
- Titre original : Ettore Fieramosca
- Pays d'origine :  Royaume d'Italie
- Année : 1909
- Réalisation : Ernesto Maria Pasquali
- Sujet : Massimo d'Azeglio, d'après son roman historique Ettore Fieramosca o La disfida di Barletta
- Société de production : Pasquali & Tempo
- Langue : italien
- Genre : Drame historique
- Format : Muet - Noir et blanc - 1,33:1 - 35 mm
- Durée : 63 minutes
- Date de sortie :
  -  Royaume d'Italie : 1909
- Autre titre connu :
  -  Royaume d'Italie : Ettore Fieramosca : la disfida di Barletta

## Distribution
- Domenico Gambino : Ettore Fieramosca